# Zehneria wallichii
Zehneria wallichii är en gurkväxtart som först beskrevs av Charles Baron Clarke, och fick sitt nu gällande namn av Charles Jeffrey. Zehneria wallichii ingår i släktet Zehneria och familjen gurkväxter. Inga underarter finns listade i Catalogue of Life.